# Liste der Monuments historiques in Étupes
Die Liste der Monuments historiques in Étupes führt die Monuments historiques in der französischen Gemeinde Étupes auf.

## Liste der Objekte
| Bezeichnung | Beschreibung                                                           | Standort                          | Kennzeichnung | Schutzstatus | Datum | Bild |
| ----------- | ---------------------------------------------------------------------- | --------------------------------- | ------------- | ------------ | ----- | ---- |
| Kelch       | Silber, bezeichnet 1617, Goldschmied Pierre Baguesson                  | in der lutherischen Kirche (Lage) | PM25000697    | Classé       | 1961  |      |
| Ziborium    | Silber, vergoldet, bezeichnet 1777                                     | in der lutherischen Kirche (Lage) | PM25000696    | Classé       | 1910  |      |
| Kelch       | Silber, vergoldet, bezeichnet 1777, Goldschmied Frédéric-Nicolas Titot | in der lutherischen Kirche (Lage) | PM25000698    | Classé       | 1964  |      |